# Raffaele Calabrò
Raffaele Calabrò (Lucera, 19 febbraio 1947) è un politico e medico italiano.
È professore ordinario di cardiologia presso l' Università degli Studi della Campania "Luigi Vanvitelli" (già Seconda Università degli Studi di Napoli) ed è stato direttore del dipartimento di cardiologia presso l'azienda sanitaria "Monaldi" di Napoli.
Calabrò è membro dell'Opus Dei, e presidente dell'istituto IPE (Istituto per ricerche ed attività educative) di cui fanno parte i collegi universitari dell'Opus Dei di Napoli, Monterone e Villalta, e di Bari, Poggiolevante.
Calabrò è stato consigliere regionale in Campania per Forza Italia negli anni '90 e, dopo un breve passaggio a La Margherita, è stato candidato ed eletto senatore (2008-2013) e deputato (2013-2017).
Lascia il Parlamento il 28 giugno 2017 poiché divenuto Rettore dell'Università Campus Bio-Medico di Roma , ruolo che ha ricoperto fino al 2022.

## Biografia
Medico specializzato in cardiologia e in malattie dell'apparato respiratorio presso l'Università di Napoli, diventa professore ordinario di cardiologia presso la facoltà di Medicina e Chirurgia della Seconda Università degli Studi di Napoli. Ha firmato 6 monografie, 22 capitoli di libri e oltre 500 pubblicazioni apparse su riviste nazionali e internazionali. Calabrò è stato inoltre coordinatore di oltre 60 progetti di ricerca finanziati.

## Carriera politica

### Consigliere e Assessore regionale in Campania
Negli anni '90 Calabrò è stato amico personale e collega di Paolo Cirino Pomicino.
Alle elezioni regionali in Campania del 1995 viene eletto consigliere (in quota Forza Italia) nel listino bloccato del candidato presidente Antonio Rastrelli.
Dal 1995 al 1997 è stato Assessore regionale alla Sanità nella giunta di Antonio Rastrelli e dal 1998 Presidente del consiglio regionale.
Viene rieletto alle regionali del 2000 nelle liste di Forza Italia in provincia di Napoli con 13.000 preferenze circa.
Non si ricandida alle regionali del 2005.

### Adesione a La Margherita
Nel 2006, così come la collega dell'Opus Dei Paola Binetti, abbandona Forza Italia e passa a La Margherita di Francesco Rutelli.
In Campania è nominato presidente della Commissione per il controllo sugli atti amministrativi delle ASL locali da parte del presidente Antonio Bassolino.
Nonostante ciò nel 2007 abbandona La Margherita e torna in Forza Italia.

### Elezione a senatore (2008)
Alle elezioni politiche del 2008 è candidato al Senato della Repubblica, in regione Campania, nelle liste del Popolo della Libertà (in quarta posizione), venendo eletto senatore della XVI Legislatura.
Nel gennaio 2011 ha firmato, insieme a Roberto Formigoni ed altri, una lettera aperta per chiedere ai cattolici italiani di sospendere ogni giudizio morale nei confronti di Silvio Berlusconi, indagato dalla procura di Milano per concussione e prostituzione minorile.

#### Attività legislativa
È stato relatore del disegno di legge "Disposizioni in materia di consenso informato e di dichiarazioni di volontà anticipate nei trattamenti sanitari al fine di evitare l'accanimento terapeutico, nonché in materia di cure palliative e di terapia del dolore", detto DDL Calabrò, che include norme sul testamento biologico.
Secondo l'iniziativa legislativa, atti quali l'idratazione e l'alimentazione artificiale non possono essere subordinate alla volontà del paziente; esse non sono considerate terapie, bensì forme di sostegno vitale e non sono, quindi, oggetto di dichiarazioni anticipate.
Tale progetto di legge ha ricevuto numerose critiche dall'opposizione e da organizzazioni della società civile, tra cui una petizione di 10.000 firme di FP CGIL e la censura della Tavola Valdese, secondo cui esso non rispetta la libertà delle persone.

### Elezione a deputato (2013)
Alle elezioni politiche del 2013 è candidato alla Camera dei Deputati, nella circoscrizione Campania 1, nelle liste del Popolo delle Libertà (in terza posizione), venendo eletto deputato della XVII Legislatura.
Il 16 novembre 2013, con la sospensione delle attività del Popolo della Libertà, aderisce al Nuovo Centrodestra guidato da Angelino Alfano.
Il 18 marzo 2017, con lo scioglimento del Nuovo Centrodestra, confluisce in Alternativa Popolare.

### Rettore dell'Università Campus Bio-Medico di Roma
A giugno 2017 viene nominato Rettore dell'Università Campus Bio-Medico di Roma, ruolo che ha ricoperto fino al 2022.
Il 28 giugno 2017 si dimette dunque dalla carica di deputato; gli subentra Amedeo Laboccetta (già deputato del PdL della XVI Legislatura) che aderisce però a Forza Italia.